# Surtur Rising
Surtur Rising je osmé studiové album švédské death metalové kapely Amon Amarth vydané 28. března 2011. Digipak edice alba obsahuje bonusové 3 hodinové DVD se záznamy čtyř koncertů, během kterých kapela odehrála svá první čtyři studiová alba.

## Seznam skladeb
1. War of the Gods
2. Töck's Taunt - Loke's Treachery Part II
3. Destroyer of the Universe
4. Slaves of Fear
5. Live Without Regrets
6. The Last Stand of Frej
7. For Victory Or Death
8. Wrath of the Norsemen
9. A Beast Am I
10. Doom Over Dead Man

iTunes bonus
1. Aerials (System of a Down cover)

Japonská edice – bonus
1. War Machine (Kiss cover)

Deluxe edice – bonus
1. Balls to the Wall (Accept cover)
2. War Machine (Kiss cover)

### Bonusové DVD – Digipak edice
Seznam alb

DVD obsahuje záznam z vystoupení Amon Amarth, kteří během čtyř večerů odehráli první čtyři studiová alba.
1. Once Sent from the Golden Hall
2. The Avenger
3. The Crusher
4. Versus the World

## Obsazení
- Johan Hegg – zpěv
- Olavi Mikkonen – kytara
- Johan Söderberg – kytara
- Ted Lundström – baskytara
- Fredrik Andersson – bicí